# Championnats du monde d'escalade 1997
Navigation
Édition précédente Édition suivante
Les Championnats du monde d'escalade 1997 se sont tenus à Paris, en France, le 1er février 1997.

## Podiums

### Hommes
| Épreuves   | Or                             | Argent                       | Bronze                  |
| ---------- | ------------------------------ | ---------------------------- | ----------------------- |
| Difficulté | France François Petit          | États-Unis Chris Sharma      | France François Legrand |
| Vitesse    | Espagne Daniel Andrada Jimenez | Ukraine Yevgen Kryvosheytsev | Russie Dmitri Bytchkov  |

### Femmes
| Épreuves   | Or                   | Argent                  | Bronze                   |
| ---------- | -------------------- | ----------------------- | ------------------------ |
| Difficulté | France Liv Sansoz    | Belgique Muriel Sarkany | Allemagne Marietta Uhden |
| Vitesse    | Russie Tatiana Ruyga | Russie Irina Zaytseva   | Russie Olga Bibik        |